# 双弓類
双弓類（そうきゅうるい、学名：Diapsida）は、爬虫類に属する四肢動物の一群である。

## 概要
頭蓋骨の両側に側頭窓 (temporal fenestra) と呼ばれる穴を、それぞれ2つ持つ。この穴が出来たことでその下部の骨が細いアーチ状になっているが、これを解剖学では「弓」と呼ぶ。このため学名は「二つの弓 = 双弓類」と名付けられた。

## 進化史
既知で最古の双弓類であるペトロラコサウルスは、およそ3億年前の古生代石炭紀後期に出現している。同時期に有羊膜類のもう一つの大グループである単弓類も現れている。この単弓類は、双弓類に先んじて多様化していった。次のペルム紀においても単弓類の陰に隠れ、陸上生態系の中ではあまり目立った存在ではなかった(例プロトロサウルス)。しかしこの時点でも、滑空する能力を獲得したものや(例コエルロサウラヴス)、水中へと進出したものが現れている(例ホヴァサウルス、クラウディオサウルス)。ただしペルム紀末からは1メートルを超える大きさで、なおかつ強力な顎を持つアルコサウルスが見つかっているため、初期の双弓類の多様性は未解明な部分も多い。紆余曲折を経てペルム紀末（P-T境界）の大量絶滅の後、中生代三畳紀においては衰退する単弓類と入れ替わる様に多様化した。基盤的なエリスロスクスの段階で陸棲に適応していたことも知られている。
この時代に陸上で勢力を伸ばしたのは、主竜類であった。後にワニが現れるクルロタルシ類、そして恐竜を輩出する鳥頸類が含まれる系統である。また、主竜類に近縁なカメもこの時代に現れている。また、恐竜に近縁の翼竜は空への進出を成し遂げた。一方、鱗竜形類は、鰭竜類やそこから現れた首長竜など一部が水中へと進出していった（同じく水中に進出し、白亜紀半ばに姿を消した魚竜類は、これらより古い系統の双弓類であったとされる）。また、現生のヘビやトカゲなどを含む真正の鱗竜類も中生代に出現して多様化し、モササウルス類のように大型化する系統をも輩出していく。白亜紀末（K-T境界）の大量絶滅においては、恐竜は鳥類を除いて絶滅。翼竜、首長竜なども姿を消している。しかし、トカゲやヘビ、カメ、ワニなどは、一部の大型種を除いて健在であった。この時、これらのグループとともに新生代まで生き延びた双弓類として、主竜類に近い系統でチャンプソサウルスなどワニに類似した形態を持つコリストデラ目が挙げられるが、このグループは始新世に絶滅している。

## 形態

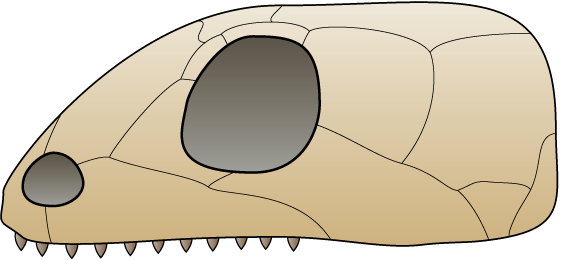
無弓類の頭蓋骨

爬虫類の祖先型は頭骨に側頭窓がなく、両生類と同様に眼窩・鼻孔・頭頂孔のみが空いていた。この状態を持つ爬虫類は無弓類と呼ばれていた。初期の爬虫類として知られるパレイアサウルス類（頬竜類）などがその例である。その状態では下顎内転筋は頭蓋の内部にのみ付着する。
側頭窓が開くことによって、これによって顎を大きく開けることができ、また下顎内転筋の付着面が広くなり、噛む力が増大する。側頭窓が一つだけのものは単弓類である。

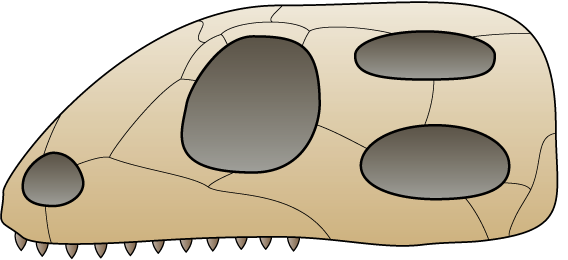
双弓類の頭蓋骨

祖先的な特徴としての双弓類の側頭窓は、眼窩の後方のやや上と下に開いている。上の穴を上側頭窓、下の穴を下側頭窓という。

## 分類

### 歴史
双弓類は20世紀初頭、オズボーンによって単弓類とともに定義された。この時点では、爬虫類とされた生物の大まかな分類は、側頭窓の形態によって行われていた。当時の分類としては、側頭窓が二つあるものが双弓類。一つだけ、あるいは持たないものが単弓類とされた。この時点では、後に双弓類と判明する鰭竜類（首長竜類）、魚竜、カメなどは単弓類に分類されていた。その後無弓類などの分類群が提案され、各系統は整理されていった。その結果爬虫類は、双弓類を含む4つ（あるいは5つ）の亜綱に分類され、双弓類はその1つ、双弓亜綱とされた。
双弓類以外のものとしては、側頭窓の無い無弓亜綱、一つある単弓亜綱、一つであるが単弓類に比べて上方にある首長竜など広弓亜綱が挙げられる。後眼窩骨と鱗状骨の位置の違いによって、首長竜類だけを広弓類とよび、魚竜類を側弓類として別にし五種類に分けることもある。こうした伝統的な分類は、1980年代までは有効であった。しかし研究が進み、広弓亜綱（および側弓亜綱）は、双弓亜綱の二つの側頭窓のうち下方のものの下端が開いたものであり、双弓類に含められた。また無弓亜綱も多系統であることが判明し、解体されることとなった。このグループは、初期の有羊膜類というだけに過ぎず、系統を反映したものではなかった。唯一現存する無弓類とされてきたカメ類も、発生学の面からは側頭窓が二次的に閉じた双弓類ではないかという説が出されていた。また、脊柱の可動性など全身の骨格の形態および石灰質の卵殻を持つことなどから、カメ類は主竜類に属するのではないかという見解も示された。更に遺伝子解析の結果も、ワニ、鳥類など主竜類に近縁であることを支持した。

### 上位分類
有羊膜類はこの双弓類と、哺乳類を含む系統である単弓類が、進化の初期に分岐した2大系統群となっている。なお、爬虫類内部のみの分類群として使われる場合もある。
- 有羊膜類 Amniota
  - 竜弓類 Sauropsida = 爬虫綱 Reptilia
    - †バトロプテス Batropetes（†は絶滅）
    - †無弓亜綱 Anapsida = 側爬虫類／擬爬虫類 Parareptilia
    - 真正爬虫類 Eureptilia
      - †カプトリヌス科 Captorhinidae
      - ロメリア類 Romeriida[1]
        - †プロトロティリス科 Protorothyrididae
        - 双弓亜綱 Diapsida

  - 単弓亜綱 Synapsida - 哺乳類 Mammalia

### 下位分類
初期双弓類および現生のワニやムカシトカゲなどは完全な側頭窓を二対備えている。しかし、進化の過程で二次的に一対の側頭窓を失っていたり（首長竜、魚竜、トカゲなど）、側頭窓を二対とも失っていたり（カメ、現生鳥類、ヘビ、曲竜類など）する。しかし系統関係からそれらも双弓類に含まれる。
絶滅種には恐竜類、翼竜類、首長竜類、モササウルス類、魚竜類などが存在し、また系統不明の種の多くも含まれる。初期のグループについての分類は流動的であり、変更の対象になっている。現生の双弓類は非常に拡散していて、鳥類、ワニ類、カメ類、トカゲ類、ヘビ類、およびムカシトカゲ類を含む。現在、世界中の多様な環境に約14600種の双弓類が存在する。
- †細脚形下綱 Araeoscelomorpha[8][9]
  - †細脚目（アラエオスケリス目） Araeoscelidia
- 新双弓類 Neodiapsida[1]
  - †ヤンギナ型類 Younginiformes[1] = 始鰐目 Eosuchia[9]
  - サウリア類 Sauria[1]
    - 主竜形下綱 Archosauromorpha
      - †コリストデラ上目 Choristodera[9]
      - †リンコサウルス上目 Rhynchosauria[9]
      - †タラットサウルス上目 Thalattosauria[9]
      - †原始竜上目 Protorosauria[9]
      - カメ目 Testudines = カメ下綱 Testudinata[8]
      - 主竜区 Archosauria
        - ワニ形上目 Crocodylomorpha - ワニ目 Crocodilia
        - 恐竜上目 Dinosauria - 鳥類 Aves

    - 鱗竜形下綱 Lepidosauromorpha
      - 鱗竜上目 Lepidosauria
        - 喙頭目 Rhynchocephalia[10] = ムカシトカゲ目 Sphenodontia[9]
        - 有鱗目 Squamata

  - 所属不明（独立した鰭竜下綱・魚鰭下綱、あるいは鱗竜類、主竜類、カメ類に近縁など諸説あり）
    - †鰭竜類 Sauropterygia[1]
      - †偽竜目 Notosauria
      - †長頚竜目 Plesiosauria
      - †板歯目 Placodontia = 板歯形上目 Placodontomorpha[8]

    - †魚鰭類 Ichthyopterygia
      - †魚竜目 Ichthyosauria